# Gordon Liu
Gordon Liu (Guangdong, 22 augustus 1951) is een Chinese acteur, gespecialiseerd in martialartsfilms.
In de meeste van deze films speelt hij een kungfu-krijgskunstenaar afkomstig uit een Shaolinklooster. In het westen is hij vooral bekend door zijn dubbele rol in de Amerikaanse Kill Bill-films. In India werd hij bekend door zijn rol in de Bollywoodproductie Chandni Chowk to China uit 2009.
In 2011 kreeg hij een beroerte waarvan hij gedeeltelijk herstelde.
- Biblioteca Nacional de España: XX1703309
- Bibliothèque nationale de France: cb139797689 (data)
- Gemeinsame Normdatei: 14173857X
- International Standard Name Identifier: 0000 0001 1690 191X
- Library of Congress Control Number: no96051818
- SNAC: w6671nsn
- Système universitaire de documentation: 087930609
- Trove: 1389177
- Virtual International Authority File: 95336990
- WorldCat: E39PBJbM4vkYvcKVFBVTdH97HC